# Jane the Virgin (3.ª temporada)
A terceira temporada de Jane the Virgin estreou na The CW em 17 de outubro de 2016 e terminou em 22 de maio de 2017. A temporada consiste em 20 episódios e é protagonizada por Gina Rodriguez como Jane Villanueva, uma jovem universitária latina acidentalmente inseminada artificialmente com o esperma de seu chefe, Rafael Solano (Justin Baldoni). Nesta temporada, Jane se casa com Michael Cordero Jr. (Brett Dier) e deve lidar com a vida de casada enquanto Rafael descobre segredos de seu passado e sua ex-esposa, Petra Solano (Yael Grobglas), lida com sua irmã gêmea do mal.

## Elenco e personagens

### Principal
- Gina Rodriguez como Jane Gloriana Villanueva
- Andrea Navedo como Xiomara "Xo" Gloriana Villanueva
- Yael Grobglas como Petra Solano/Anezka
- Justin Baldoni como Rafael Solano
- Ivonne Coll como Alba Gloriana Villanueva
- Brett Dier como Michael Cordero, Jr.
- Jaime Camil como Rogelio de la Vega
- Anthony Mendez como o Narrador

### Recorrente
- Yara Martinez como Dra. Luisa Alver
- Bridget Regan como Rose Solano / Sin Rostro
- Diane Guerrero como Lina Santillan
- Priscilla Barnes como Magda Andel
- Justina Machado como Darci Factor
- Ricardo Chavira como Bruce
- Johnny Messner como Chuck Chesser
- Alfonso DiLuca como Jorge
- Francisco San Martin como Fabian Regalo del Cielo

## Episódios
| N.º na série | N.º na temp. | Título                | Dirigido por        | Escrito por                                      | Exibição original       | Audiência (milhões) |
| ------------ | ------------ | --------------------- | ------------------- | ------------------------------------------------ | ----------------------- | ------------------- |
| 45           | 1            | "Chapter Forty-Five"  | Gina Lamar          | Jennie Snyder Urman                              | 17 de outubro de 2016   | 1.09                |
| 46           | 2            | "Chapter Forty-Six"   | Brad Silberling     | David S. Rosenthal & Paul Sciarrotta             | 24 de outubro de 2016   | 1.10                |
| 47           | 3            | "Chapter Forty-Seven" | Eva Longoria Baston | Carolina Rivera & Micah Schraft                  | 31 de outubro de 2016   | 0.97                |
| 48           | 4            | "Chapter Forty-Eight" | Melanie Mayron      | Sarah Goldfinger & Jessica O'Toole & Amy Rardin  | 7 de novembro de 2016   | 1.08                |
| 49           | 5            | "Chapter Forty-Nine"  | Anna Mastro         | Paul Sciarrotta                                  | 14 de novembro de 2016  | 0.93                |
| 50           | 6            | "Chapter Fifty"       | Melanie Mayron      | Valentina Garza & David S. Rosenthal             | 21 de novembro de 2016  | 1.01                |
| 51           | 7            | "Chapter Fifty-One"   | Gina Lamar          | Sarah Goldfinger, Jessica O'Toole & Amy Rardin   | 28 de novembro de 2016  | 1.15                |
| 52           | 8            | "Chapter Fifty-Two"   | Anna Mastro         | Carolina Rivera & Micah Schraft                  | 23 de janeiro de 2017   | 0.99                |
| 53           | 9            | "Chapter Fifty-Three" | Gina Lamar          | Chantelle M. Wells                               | 30 de janeiro de 2017   | 0.91                |
| 54           | 10           | "Chapter Fifty-Four"  | Melanie Mayron      | Micah Schraft & Jennie Snyder Urman              | 6 de fevereiro de 2017  | 0.93                |
| 55           | 11           | "Chapter Fifty-Five"  | Brad Silberling     | Paul Sciarrotta & Jennie Snyder Urman            | 13 de fevereiro de 2017 | 1.07                |
| 56           | 12           | "Chapter Fifty-Six"   | Matthew Diamond     | Valentina Garza                                  | 20 de fevereiro de 2017 | 1.06                |
| 57           | 13           | "Chapter Fifty-Seven" | Zetna Fuentes       | Madeline Hendricks                               | 27 de fevereiro de 2017 | 0.88                |
| 58           | 14           | "Chapter Fifty-Eight" | Melanie Mayron      | Merigan Mulhern                                  | 20 de março de 2017     | 0.84                |
| 59           | 15           | "Chapter Fifty-Nine"  | Anna Mastro         | Deidre Shaw                                      | 27 de março de 2017     | 0.89                |
| 60           | 16           | "Chapter Sixty"       | Micah Schraft       | Carolina Rivera & Micah Schraft                  | 24 de abril de 2017     | 0.79                |
| 61           | 17           | "Chapter Sixty-One"   | Melanie Mayron      | Paul Sciarrotta                                  | 1 de maio de 2017       | 0.77                |
| 62           | 18           | "Chapter Sixty-Two"   | Fernando Sariñana   | Jessica O'Toole, Amy Rardin & David S. Rosenthal | 8 de maio de 2017       | 0.99                |
| 63           | 19           | "Chapter Sixty-Three" | Gina Lamar          | Paul Sciarrotta                                  | 15 de maio de 2017      | 0.76                |
| 64           | 20           | "Chapter Sixty-Four"  | Melanie Mayron      | Micah Schraft & Jennie Snyder Urman              | 22 de maio de 2017      | 0.96                |

## Audiência
| №  | Título                | Exibição original       | Rating/share (18–49) | Audiência (em milhões) | DVR (18–49)    | Audiência em DVR (milhões) | Total (18–49)  | Audiência total (em milhões) |
| -- | --------------------- | ----------------------- | -------------------- | ---------------------- | -------------- | -------------------------- | -------------- | ---------------------------- |
| 1  | "Chapter Forty-Five"  | 17 de outubro de 2016   | 0.4/2                | 1.09                   | 0.4            | 0.83                       | 0.8            | 1.92                         |
| 2  | "Chapter Forty-Six"   | 24 de outubro de 2016   | 0.4/2                | 1.10                   | 0.4            | 0.77                       | 0.8            | 1.88                         |
| 3  | "Chapter Forty-Seven" | 31 de outubro de 2016   | 0.4/1                | 0.97                   | 0.4            | 0.88                       | 0.8            | 1.85                         |
| 4  | "Chapter Forty-Eight" | 7 de novembro de 2016   | 0.4/2                | 1.08                   | 0.4            | 0.72                       | 0.8            | 1.80                         |
| 5  | "Chapter Forty-Nine"  | 14 de novembro de 2016  | 0.3/1                | 0.93                   | 0.4            | N/A                        | 0.7            | N/A                          |
| 6  | "Chapter Fifty"       | 21 de novembro de 2016  | 0.4/2                | 1.01                   | 0.3            | 0.76                       | 0.7            | 1.79                         |
| 7  | "Chapter Fifty-One"   | 28 de novembro de 2016  | 0.4/2                | 1.15                   | 0.4            | 0.70                       | 0.8            | 1.85                         |
| 8  | "Chapter Fifty-Two"   | 23 de janeiro de 2017   | 0.4/1                | 0.99                   | 0.3            | 0.72                       | 0.7            | 1.70                         |
| 9  | "Chapter Fifty-Three" | 30 de janeiro de 2017   | 0.3/1                | 0.91                   | 0.3            | 0.68                       | 0.6            | 1.59                         |
| 10 | "Chapter Fifty-Four"  | 6 de fevereiro de 2017  | 0.3/1                | 0.93                   | 0.4            | 0.76                       | 0.7            | 1.69                         |
| 11 | "Chapter Fifty-Five"  | 13 de fevereiro de 2017 | 0.4/2                | 1.07                   | 0.3            | 0.64                       | 0.7            | 1.71                         |
| 12 | "Chapter Fifty-Six"   | 20 de fevereiro de 2017 | 0.4/1                | 1.06                   | 0.3            | 0.61                       | 0.7            | 1.67                         |
| 13 | "Chapter Fifty-Seven" | 27 de fevereiro de 2017 | 0.3/1                | 0.88                   | N/A            | N/A                        | N/A            | N/A                          |
| 14 | "Chapter Fifty-Eight" | 20 de março de 2017     | 0.3/1                | 0.84                   | 0.4            | 0.71                       | 0.7            | 1.55                         |
| 15 | "Chapter Fifty-Nine"  | 27 de março de 2017     | 0.3/1                | 0.89                   | 0.4            | 0.69                       | 0.7            | 1.57                         |
| 16 | "Chapter Sixty"       | 24 de abril de 2017     | 0.2/1                | 0.79                   | por determinar | por determinar             | por determinar | por determinar               |
| 17 | "Chapter Sixty-One"   | 1 de maio de 2017       | 0.2/1                | 0.77                   | 0.3            | 0.55                       | 0.5            | 1.32                         |
| 18 | "Chapter Sixty-Two"   | 8 de maio de 2017       | 0.4/1                | 0.99                   | por determinar | por determinar             | por determinar | por determinar               |
| 19 | "Chapter Sixty-Three" | 15 de maio de 2017      | 0.2/1                | 0.76                   | 0.3            | 0.58                       | 0.5            | 1.34                         |
| 20 | "Chapter Sixty-Four"  | 22 de maio de 2017      | 0.3/1                | 0.96                   | 0.3            | 0.60                       | 0.6            | 1.56                         |